# Chanbria serpentinus
Chanbria serpentinus är en spindeldjursart som beskrevs av Muma 1951. Chanbria serpentinus ingår i släktet Chanbria och familjen Eremobatidae. Inga underarter finns listade i Catalogue of Life.